# Gunder Bengtsson
Gunder Bengtsson (Torsby, 23 de junho de 1935 – 2 de agosto de 2019) foi um treinador de futebol sueco. Como treinador, o maior sucesso de Bengtsson foi vencer a Copa da UEFA da temporada 1986–87 com o IFK Göteborg.